# Новая Чекалда
Новая Чекалда (тат. Яңа Чекалда) — село Агрызского района Республики Татарстан. Входит в состав Бимского сельского поселения.

## История
Населённый пункт основан в 1858 году. С 1896 года действовала земская школа. До 1921 года село входило в Пьяноборскую волость Елабужского уезда Вятской губернии. С 1921 года перешло в состав Агрызского кантона ТАССР, с 1924 — в состав Елабужского кантона, с 1927 — в состав Челнинского кантона. С 10 августа 1930 года село переходит в состав Красноборского района, с 28 октября 1960 года — в состав Агрызского района, с 1 февраля 1963 года — в состав Елабужского района. 4 марта 1964 года село окончательно вернулось в состав Агрызского района.

## Географическое положение
Село находится в верховьях реки Кумырсинка (Большая Кумырсинка). Расстояние до ближайшего населённого пункта, села Старая Чекалда, входящего в состав Старочекалдинского сельского поселения, составляет 5,5 км в западном направлении. Административный центр Бимского сельского поселения, село Бима, расположен в 10 км к юго-востоку. Расстояние до города Агрыз составляет 52 км.

## Демография
По данным на 1 января 2012 года в селе проживает 11 человек, средний возраст жителей — 31 год, количество дворов — 7.
| 1887 | 1905 | 1920 | 1926 | 1938 | 1949 | 1958 | 1970 | 1989 | 2002 | 2012 |
| ---- | ---- | ---- | ---- | ---- | ---- | ---- | ---- | ---- | ---- | ---- |
| 655  | 1023 | 815  | 925  | 748  | 551  | 356  | 204  | 40   | 16   | 11   |

Национальный состав
Согласно результатам переписи 2002 года, в национальной структуре населения марийцы составили 62 %, русские — 38 %.

## Инфраструктура
Объекты инфраструктуры в селе отсутствуют.
Есть недействующая животноводческая ферма, а к юго-востоку от села находится Чекалдинское нефтяное месторождение.

## Улицы
В селе одна улица — Ленина.